# Golpe do baú

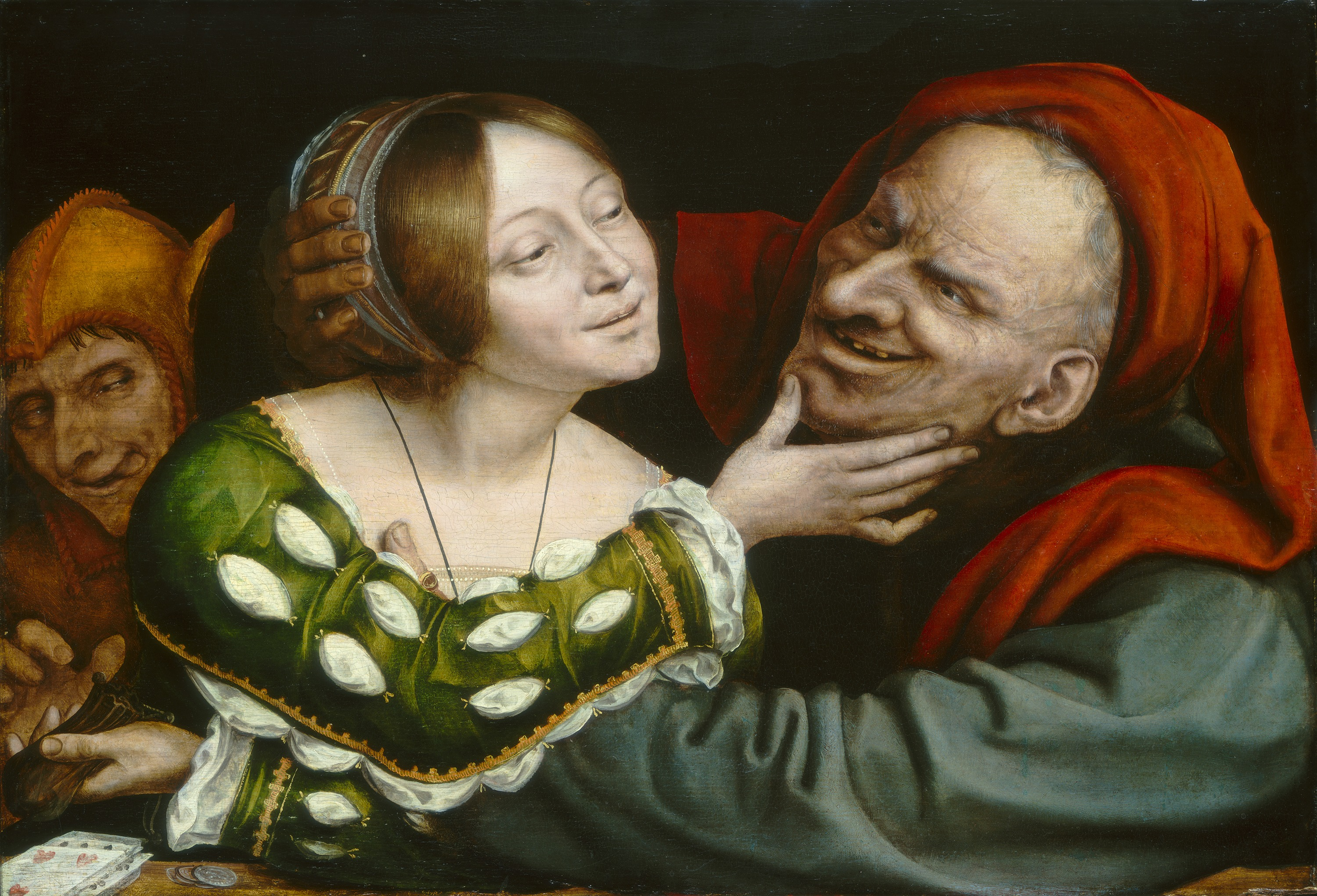
Quentin Matsys. Pintura Casal Desigual, c. feita entre 1520-1525. National Gallery of Art, Washington D.C..

Golpe do baú é uma expressão usada para definir quando uma pessoa se casa com outra, com o intuito de apoderar-se de sua herança. Nesta relação, normalmente o parceiro mais pobre é muito mais jovem que o outro, assim, quando o parceiro morrer, o primeiro herdará os seus bens. É comum que a tentativa pode acabar frustrada devido a uma farsa por parte do suposto rico. Muitas religiões condenam o golpe do baú, por diversas razões.  
Essa expressão é usada desde o século XVIII. Dar o "golpe do baú" significa casar por dinheiro, e provém de quando, antigamente, as pessoas guardavam seus bens (dinheiro, joias) em móveis como baús. Assim, quando chegasse a hora, já estariam com sua reserva garantida para um bom casamento. 
A legislação possui mecanismos que protegem a vítima do golpe. 
No caso concreto de Portugal, desde do Estado Novo que existe legislação para esse efeito, a qual foi readaptada na Reforma Legal de 1977, tendo chegado aos dias de hoje sob a forma do artigo 1720.º  do Código Civil, o qual impõe um regime obrigatório da Separação de Bens a todos aqueles que celebrem casamento com alguém com mais de sessenta anos; e também do art.º 1762.º, do mesmo código legal, o qual nulifica automaticamente todas as doações feitas entre casados, desde que pelo menos um dos cônjuges seja  sexagenário ou mais velho. Sendo certo que existe mais legislação avulsa que oferece uma salvaguarda complementar, em sede da chamada legislação contra às práticas caça-fortunas.